# Châtelguyon
 Châtelguyon  o Châtel-Guyon es una población y comuna francesa, situada en la región de Auvernia, departamento de Puy-de-Dôme, en el distrito de Riom y cantón de Riom-Est.

## Demografía
| 3335 | 3652 | 3530 | 4386 | 4743 | 5241 |
| Para los censos de 1962 a 1999 la población legal corresponde a la población sin duplicidades (Fuente: INSEE [Consultar]) |      |      |      |      |      |